# Campagna del Caucaso
La campagna del Caucaso comprende l'insieme degli eventi accaduti sul fronte del Caucaso durante la prima guerra mondiale, eventi che coinvolsero in primo luogo dapprima l'Impero ottomano e l'Impero russo, e poi, dopo la dissoluzione dell'Impero russo nel 1917, anche la Prima Repubblica di Armenia, la Dittatura Centrocaspiana e l'Impero britannico. La campagna del Caucaso può essere considerata sia come una parte del teatro di guerra del Medio Oriente sia, in alternativa, come parte del Fronte del Caucaso.
Lo svolgimento della campagna interessò un'area molto vasta che si estendeva dalla catena del Caucaso all'Anatolia Orientale, un'area che comprendeva anche Trebisonda, Bitlis, Muş e Van. Accanto al conflitto principale, combattuto su terra, vi furono anche attacchi della Marina Russa nella regione del Mar Nero dell'Impero ottomano.
Durante il 1915 ed il 1916 i russi avanzarono in profondità nel territorio ottomano, ma le offensive russe sul Caucaso terminarono a causa degli eventi legati alla Rivoluzione russa, cominciata il 3 febbraio 1917, visto che i reparti dell'Armata del Caucaso abbandonarono le posizioni sul fronte. Le truppe ottomane, pesantemente logorate da oltre due anni di guerra, inizialmente non furono in grado di approfittare del vuoto lasciato dai russi.
La fine dell'Impero russo portò con sé la nascita di nuove entità politiche indipendenti nei territori della ex Transcaucasia russa, dapprima il Comitato speciale per la Transcaucasia e poi la Repubblica Federale Democratica Transcaucasica, che ebbe breve vita e si divise in tre repubbliche democratiche indipendenti (Armenia, Georgia e Azerbaigian).
Il conflitto con gli ottomani non era tuttavia terminato, pertanto, al fine di contrastare la probabile controffensiva del nemico, furono create dalle unità militari appartenenti agli stati di nuova formazione, unità che comprendevano anche gli irregolari ed i volontari armeni, veterani della campagna del Caucaso. Durante il 1918 dal caos politico-militare che stava sconvolgendo la Russia sorsero anche altri stati indipendenti, fra cui la Dittatura Centrocaspiana e la Repubblica dell'Armenia montanara.
Inoltre cambiarono le alleanze sul campo di battaglia e giunsero nella regione forze militari schierate dalle grandi potenze i cui interessi strategici passavano per il Caucaso, per esempio la Dunsterforce britannica.
Non esiste una data unica per la fine della campagna: il conflitto fra l'Impero ottomano e l'Impero russo, si concluse con il trattato di Brest-Litovsk del 3 marzo 1918, mentre lo scontro fra l'Impero ottomano e la Prima Repubblica di Armenia terminò con il trattato di Batumi del 4 giugno 1918. Anche le altre repubbliche indipendenti firmarono dei trattati di pace con gli ottomani.
Le forze turche rimasero impegnate nella guerra contro la Dittatura Centrocaspiana, la Repubblica dell'Armenia montanara e la Dunsterforce britannica fino alla firma dell'armistizio di Mudros del 30 ottobre 1918.
I turchi avevano riconquistato dalla Russia tutti i territori che avevano perso nell'Anatolia Orientale. 

## Contesto politico-economico

### Impero Ottomano e Germania
L'Impero ottomano si unì agli Imperi centrali nell'ottobre - novembre 1914 dopo la firma del trattato segreto con la Germania.
Sul fronte del Caucaso il principale obiettivo dell'Impero ottomano era la riconquista dei territori dell'Anatolia Orientale persi durante la guerra russo-turca del 1877-78, pertanto obiettivi militari immediati erano Artvin, Ardahan, la città fortificata di Kars ed il porto di Batumi in Georgia.

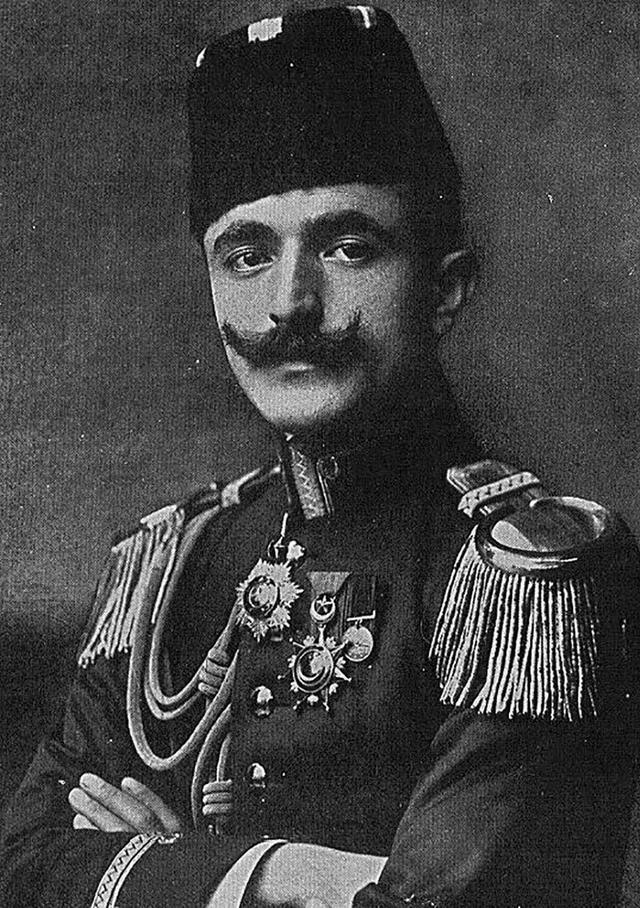
Ismail Enver, uno dei Tre Pascià e ministro della guerra dell'Impero ottomano

Un successo degli ottomani avrebbe comportato lo spostamento in questa regione di un numero significativo di forze russe operanti sul fronte polacco e galiziano, pertanto una efficace campagna turca sul Caucaso era vista con gran favore dai consiglieri militari tedeschi.
A tale scopo, fin dallo scoppio delle ostilità, i tedeschi fornirono le risorse necessarie per rinforzare la Terza armata ottomana, schierata sul fronte del Caucaso, in modo tale che si potesse mettere in pratica questa "strategia di distrazione".
Il ministro della guerra Enver Pascià sperava inoltre che un immediato successo degli ottomani avrebbe dapprima aperto la strada verso Tbilisi e poi sarebbe stato da innesco per la rivolta dei popoli musulmani del Caucaso.
Altro fattore strategico di grande importanza, soprattutto per i tedeschi, era la possibilità di avere libero accesso alle enormi risorse di idrocarburi nell'area del Mar Caspio

### Impero Russo

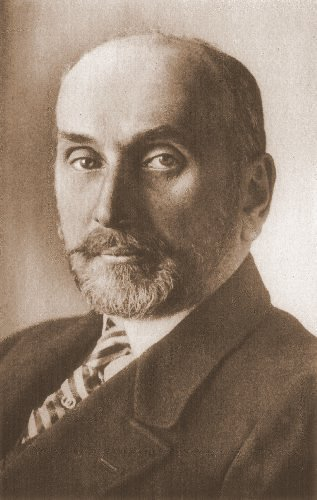
Sergej Dmitrievič Sazonov, ministro degli esteri russo dal 1910 al 1916

La Russia aveva conquistato nel 1877 la città fortezza di Kars durante la guerra russo-turca e temeva una campagna degli ottomani sul Caucaso che puntasse alla riconquista di Kars e del porto di Batumi. Il 4 marzo 1915, durante un incontro con l'ambasciatore britannico George Buchanan e con l'ambasciatore francese Maurice Paléologue, il ministro degli esteri russo Sergej Dmitrievič Sazonov, dichiarò che un durevole accordo per il dopo-guerra avrebbe dovuto contemplare il passaggio ai russi di Costantinopoli, dello stretto del Bosforo e dei Dardanelli, del mar di Marmara, della Tracia meridionale fino alla linea Enos-Midia e di parte della regione costiera turca sul mar Nero fra il Bosforo, il fiume Sakarya ed un punto da determinarsi vicino alla baia di İzmit. Il piano del governo zarista prevedeva inoltre la sostituzione della popolazione musulmana dell'Anatolia settentrionale e di Istanbul con i più affidabili coloni cosacchi

### Armenia
Allo scoppio della prima guerra mondiale all'interno dell'Impero ottomano viveva una grande comunità armena, diffusa su gran parte del territorio, ma concentrata soprattutto nella regione di confine con la Russia. Fra i numerosi popoli che abitavano la regione del Caucaso, il popolo armeno fu quello che ebbe certamente il ruolo più attivo durante la grande guerra.
Fin già dal 1915, nei territori ottomani conquistati dai russi e abitati da una popolazione in maggioranza armena, come forma di governo provvisorio fu costituita l'Amministrazione dell'Armenia occidentale.
Il Movimento di Liberazione Nazionale dell'Armenia aveva come obiettivo finale la costituzione di una repubblica in Armenia. La Federazione Rivoluzionaria Armena, storico partito politico armeno, raggiunse l'obiettivo quando venne riconosciuta a livello internazionale la nuova Prima Repubblica di Armenia nel maggio 1918, dopo il collasso dell'Impero russo e i caotici eventi seguiti alla rivoluzione.
Fra gli altri stati formatisi nella regione alla fine del conflitto vi furono la Dittatura Centrocaspiana, costituita nel 1918 anche con la partecipazione degli armeni, e la Repubblica dell'Armenia montanara (giugno-ottobre 1918), guidata dal generale Andranik Ozanian.

### Impero Britannico
Alla fine della guerra i britannici si trovarono a cooperare con i rivoluzionari russi per impedire il piano di Enver per una Transcaucasia indipendente. Per quanto riguarda il fattore economico, la sfera di attività esclusiva della Anglo-Persian Oil Company si trovava sulla direttrice delle ambizioni ottomane, dato che la compagnia possedeva il diritto esclusivo di sfruttamento dei giacimenti petroliferi dell'Impero Persiano, tranne le province dell'Azerbaigian, di Ghilan, di Mazendaran, di Asdrabad e di Khorasan. Nel 1914, prima dell'inizio della guerra, il governo britannico aveva firmato un contratto con la compagnia per il rifornimento di carburante delle navi della Royal Navy.

## Gli schieramenti militari
All'inizio della guerra gli ottomani avevano una sola armata, la Terza, schierata nella regione del Caucaso, pertanto il numero di truppe effettivamente disponibili al combattimento in quest'area può essere stimato fra 100 000 e 190 000, anche se il livello di equipaggiamento era in larga parte poco adatto. Nel 1916 lo stato maggiore ottomano decise il ridispiegamento di un'altra armata, la Seconda armata ottomana, sul fronte del Caucaso. L'efficienza della struttura di comando e controllo delle forze armate ottomane era notevolmente inferiore rispetto allo standard degli alleati
Fin da prima dello scoppio della guerra la Russia schierava sul confine con l'Impero ottomano l'Armata del Caucaso, forte di circa 100 000 uomini sotto il comando del governatore generale e viceré del Caucaso Illarion Voroncov-Daškov e del generale Nikolaj Judenič, capo di stato maggiore. Tuttavia, subito dopo l'inizio della campagna del Caucaso, i russi furono costretti a spostare circa la metà delle forze sul fronte prussiano, a causa delle pesanti sconfitte subite contro i tedeschi nella battaglia di Tannenberg e nella Prima battaglia dei laghi Masuri, lasciando così un solo Corpo d'armata (circa 60 000 uomini) a fronteggiare gli ottomani. L'Armata russa del Caucaso si dissolse nel 1917, quando tutti i reggimenti regolari russi disertarono e abbandonarono il fronte a seguito dell'inizio della rivoluzione russa.
Fin dall'estate del 1914 erano state create delle unità di volontari armeni a supporto delle forze regolari russe. Visto che i coscritti russi di nazionalità armena erano già stati arruolati e mandati sul fronte europeo, queste nuove unità furono formate esclusivamente da armeni non di cittadinanza russa o non obbligati a servire nell'esercito. Inizialmente queste unità comprendevano circa 20 000 soldati, tuttavia nel corso della guerra il loro numero aumentò; i volontari erano organizzati in diverse unità che affiancavano l'armata del Caucaso come distaccamenti. Nel 1916 il generale Judenič decise di inquadrare queste unità all'interno dell'armata, oppure, quando ciò non era possibile, di scioglierle.
Un'altra organizzazione militari che partecipò al conflitto furono i fedayyin armeni (in lingua armena Ֆէտայի), controllati dal Movimento di Liberazione Nazionale dell'Armenia. I fedayyin erano forze composte da civili e coordinate da famosi leader quali Murad di Sebastia (in armeno Սեբաստացի Մուրատ); il termine utilizzato per distinguere queste forze era milizia armena, irregolari armeni, oppure distaccamenti di guerriglia partigiana. Boghos Nubar, il presidente dell'Assemblea nazionale armena dichiarò alla Conferenza di Parigi del 1919 che queste forze avevano affiancato le principali unità regolari armene. Sulla linea Van-Erzincan (in territorio ottomano) la resistenza armena si basava su queste forze.
Dopo la dissoluzione dell'Impero Russo, nel dicembre 1917, il Dashnak, uno dei partiti appartenenti al Movimento di Liberazione Nazionale dell'Armenia che aveva aderito anche al Congresso degli armeni orientali, organizzò una nuova forza militare sotto il comando del generale Tovmas Nazarbekian, già appartenente all'armata russa, e la supervisione del commissario civile Drastamat Kanayan.
Sul campo di battaglia, il territorio fra Van ed Erzincan, furono schierate tre divisioni poste sotto il comando di Movses Silikyan, Andranik Ozanian e Mikhail Areshian; al colonnello Korganian fu assegnata un'altra unità regolare.

Dopo la proclamazione della Prima Repubblica di Armenia (28 maggio 1918) Nazarbekian divenne il comandante in capo dello stato armeno.
Anche milizie curde parteciparono alla campagna del Caucaso, alcune a fianco degli ottomani, altre invece combatterono per i russi.
Per quanto riguarda la partecipazione militare sul teatro del Caucaso di truppe dell'Impero britannico, a Lionel Dunsterville fu assegnato nel 1917 il comando di una forza di spedizione alleata formata da circa 1000 veterani (australiani, britannici, canadesi e neozelandesi) supportati da autoblindo.

## La campagna

### Preludio
Nel corso del mese di luglio del 1914, vi furono negoziati fra il Comitato di Unione e Progresso (CUP) e i rappresentanti degli armeni durante il Congresso Armeno di Erzurum. La conclusione pubblica del congresso fu di "portare avanti in modo pacifico e con mezzi legittimi le aspirazioni degli armeni". Il CUP considerò il risultato del congresso come un via libera alla insurrezione. Lo storico Erikson ritiene che dopo questo incontro il CUP si convinse di un forte legame fra armeni e russi con piani dettagliati finalizzati alla secessione del territorio armeno dall'impero ottomano.

### 1914

#### Inizio delle ostilità
Il primo giorno di novembre cominciò l'offensiva Bergmann, mentre la dichiarazione di guerra ufficiale dei russi giunse il 2 novembre. I russi attraversarono il confine con l'obiettivo di conquistare Doğubeyazıt e Köprüköy. L'insieme di forze assegnate all'operazione era composto da 25 battaglioni di fanteria, 37 unità di cavalleria e 120 pezzi di artiglieria ed era diviso in due ali. Sull'ala destra il I Corpo Russo mosse da Sarıkamış in direzione di Köprüköy, che fu raggiunta il 4 novembre. Sull'ala sinistra il IV Corpo Russo mosse da Erevan verso l'altopiano Pasinler.
Il 7 novembre la Terza Armata Ottomana cominciò la controffensiva, alla quale parteciparono il IX Corpo e tutte le unità di cavalleria supportate dai reggimenti tribali curdi. La cavalleria non riuscì ad eseguire l'aggiramento, mentre i curdi si dimostrarono poco affidabili. Dopo il ripiegamento della 18ª e della 30ª divisione i russi guadagnarono territorio. Gli Ottomani furono in grado di mantenere le loro posizioni a Köprüköy. Il 12 novembre, il IX Corpo, che era sotto il comando di Ahmet Fevzi Pascià, si mosse in supporto del XI Corpo sul suo fianco sinistro, e la Terza Armata iniziò a respingere i russi. Dopo l'offensiva Azap (17-20 novembre) il 3º reggimento riuscì ad entrare a Köprüköy. L'unica area di successo per i russi fu sul settore meridionale dell'offensiva, dove i volontari armeni si dimostrarono una forza efficace e conquistarono Karaköse e Doğubeyazıt. Doğubeyazıt si trovava nella parte settentrionale della provincia di Van. Alla fine di novembre il fronte si stabilizzò con i russi che controllavano un saliente di 25 km nel territorio turco lungo l'asse Erzurum-Sarıkamış. Le perdite ottomane furono elevate: 9 000 morti, 3 000 prigionieri e 2 800 disertori.

#### L'offensiva invernale di Enver
Il 22 dicembre gli ottomani presero l'iniziativa per una grande offensiva su tutto il fronte, offensiva che si sarebbe conclusa con la battaglia di Sarıkamış. Secondo il piano ideato dal ministro della guerra Enver Pascià, la manovra aggirante condotta sul lato nord da due corpi (il IX ed il X) avrebbe consentito di tagliare le linee delle unità russe impegnate dall'attacco del XI Corpo. In seguito all'iniziale successo dell'operazione nemica il governatore Voroncov era favorevole ad un ripiegamento dell'Armata del Caucaso verso Kars, tuttavia il generale Judenič ignorò questa richiesta e si adoperò per organizzare la difesa di Sarıkamış. Il 1º gennaio 1915 la Stanke Bey, uno dei reparti della Terza Armata entrò ad Ardahan.
Il parere degli ufficiali tedeschi appartenenti alla Missione Militare era contrario ad un'operazione offensiva di queste proporzioni durante il periodo invernale, dato che l'esercito tedesco avrebbe potuto fornire un supporto più efficace durante la primavera e l'estate.
Enver Pascià prese direttamente il comando della Terza Armata e guidò le truppe durante la campagna contro i russi. Il risultato finale fu una terribile disfatta per le truppe ottomane: solo il 10% degli uomini che parteciparono all'offensiva ritornarono sulle posizioni iniziali, ed anche Enver rinunciò per il resto della guerra al comando diretto sul campo di battaglia.
Le unità di volontari armeni svolsero un ruolo non secondario nella vittoria ottenuta dai russi, dato che condussero numerose e continuate azioni di disturbo dei movimenti nemici, e "il ritardo [delle truppe ottomane] permise all'Armata del Caucaso di concentrare un numero sufficiente di forze attorno Sarıkamış".
Enver, dopo essere ritornato a Costantinopoli, addossò la colpa della disfatta agli armeni-ottomani che vivevano nella regione in quanto attivamente impegnati in azioni a favore della Russia.

#### La Stanke Bey
Il 25 dicembre 1914, al termine della battaglia di Ardahan, la divisione Stanke Bey del tenente colonnello tedesco August Stange conquistò la città di Ardahan mettendo in pericolo la linea Sarıkamış-Kars vitale per le forze russe; a causa degli sviluppi sul settore principale dell'offensiva Enver modificò il piano originale in modo che la Stanke Bey desse maggiore supporto alle unità impegnate nell'attacco a Sarıkamış.
La Stanke Bey lasciò le sue posizioni il 18 gennaio 1915 e il primo marzo ritornò sulle posizioni iniziali, dopo essere riuscita a resistere alle forze russe per due mesi, nonostante l'inferiorità numerica.

### 1915

#### Dopo Sarıkamış
In febbraio il generale Judenič fu encomiato per la vittoria e promosso comandante di tutte le truppe russe nel Caucaso. Il 12 febbraio Hafız Hakkı, comandante della Terza Armata morì di tifo e fu sostituito dal brigadier generale Mahmut Kamil Pascià. Compito di Kamil era rimettere l'armata in condizioni di combattere. Lo stato maggiore ottomano temeva la possibilità di una grande avanzata russa in territorio turco dopo la disastrosa battaglia di Sarıkamış. Gli Alleati (britannici e francesi) avevano richiesto alla Russia di contribuire a ridurre la pressione tedesca sul fronte occidentale. Dal canto suo la Russia richiese gli Alleati di preparare un attacco navale in modo da alleggerire la pressione sul Caucaso. Le operazioni navali nel mar Nero diedero l'opportunità di rinforzare le forze russe. Inoltre la Campagna di Gallipoli, che aveva come obiettivo la conquista di Istanbul, servì come manovra diversiva in supporto ai russi impegnati nel fronte del Caucaso.
Nel marzo 1915 la Terza Armata, quasi completamente annientata dall'offensiva invernale, ricevette rinforzi dalla Prima e dalla Seconda Armata, anche se questi ammontavano in totale all'incirca a una divisione, infatti lo sforzo per la Campagna di Gallipoli richiedeva quasi tutte le risorse ottomane. Sul fronte del Caucaso nel mese di marzo la situazione strategica rimaneva stabile: i russi occupavano le città turche di Eleşkirt, Ağrı e Doğubeyazıt nella parte sud; ci furono solo piccoli scontri e gli ottomani non avevano abbastanza forze per mettere al riparo la regione dell'Anatolia orientale da un eventuale attacco russo.

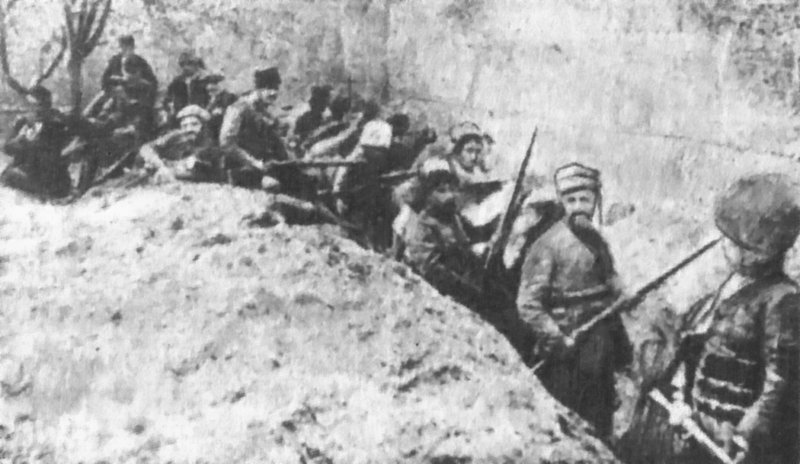
Marzo 1915, la resistenza di Van: truppe armene occupano una linea di difesa nella città fortificata di Van

#### La resistenza di Van

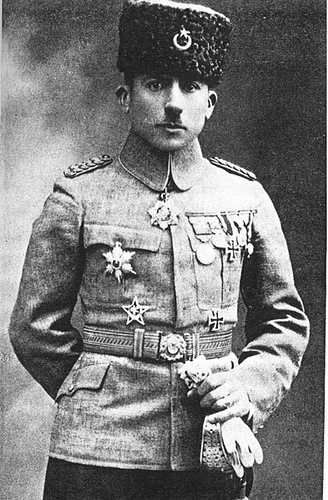
Rafael de Nogales Méndez, un ufficiale venezuelano che prese parte con l'esercito ottomano all'assedio di Van e che dopo la guerra scrisse uno dei migliori resoconti della battaglia e delle sue conseguenze.

Il 20 aprile cominciò la resistenza di Van, dove in quel periodo si trovavano 30 000 residenti e 15 000 rifugiati. I difensori armeni della città di Van erano circa 1 500 uomini, scarsamente armati, dato che disponevano solo di 300 fucili, 1 000 pistole ed altre armi antiche. Il conflitto con gli ottomani proseguì fino a che il generale Judenič decise di andare in soccorso. L'offensiva di Judenič cominciò il 6 maggio secondo due direzioni principali: un'ala dell'attacco prese la direzione del lago di Van, mentre una brigata di cosacchi della regione Trans-Baikal comandata dal generale Trukhin, affiancata da unità di volontari armeni puntò su Van.
Il 21 maggio il generale Judenič arrivò a Van, ricevette le chiavi della città e della cittadella, confermò in carica il governo provvisorio armeno, con Aram Manougian come governatore. Le unità di irregolari armeni (i fedayyin) lasciarono il controllo militare della città ai russi. Una volta che Van era stata messa in sicurezza, i combattimenti per il resto dell'estate si spostarono più ad ovest.

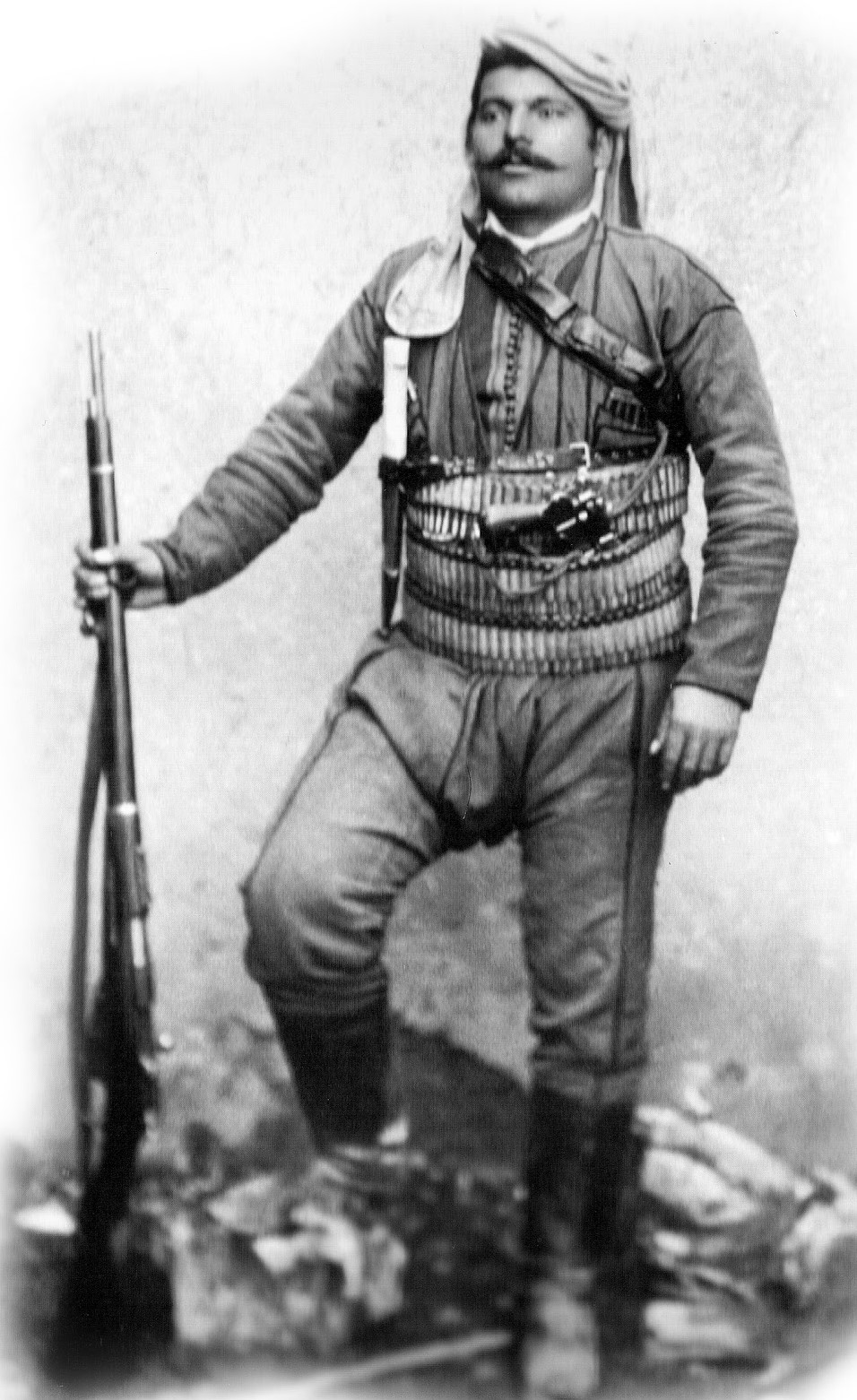
Il leader della resistenza armena Murad di Sebastia

Il 27 maggio 1915, durante l'offensiva russa, il parlamento ottomano approvò la legge Tehcir ed il ministro degli interni Talat Pascià ordinò la deportazione forzata di tutti gli armeni dalla regione di Van verso il sud (la Siria e la regione di Mosul). Talat Pascià, attraverso la circolare del 24 aprile 1915 (data ricordata dagli armeni come la domenica rossa), affermava che gli armeni della regione del Caucaso si erano organizzati sotto il comando dei russi e si erano ribellati contro il legittimo governo ottomano, come dimostrato dal loro comportamento a Van. La circolare dava il via libera a una serie di arresti contro 270 leader della comunità armena a Costantinopoli, mentre i ribelli armeni della regione di Van venivano risparmiati in quanto si trovavano al di là delle linee russe.

#### L'offensiva estiva dei russi
Il 6 maggio, essendo le condizioni meteo diventate più miti, i russi cominciarono l'avanzata nel settore nord attraverso la valle di Tortum in direzione di Erzurum. Due divisioni ottomane, la 29ª e la 30ª provarono a respingere questa manovra. Il X corpo intanto andava al contrattacco delle forze russe. Nel settore meridionale del fronte le forze turche invece non ottennero lo stesso successo. Malazgirt fu conquistata l'11 maggio, il 17 maggio i russi occuparono Van e continuarono a spingere indietro le unità turche. Le linee di rifornimento dei turchi erano continuamente a rischio, visto che le rivolte degli armeni causavano numerosi problemi dietro la linea del fronte. La regione montagnosa a sud del lago di Van poteva essere occupata dai russi senza difficoltà: i turchi dovevano difendere una linea di oltre 600 km con solo 50 000 uomini e 130 pezzi di artiglieria, mentre i numeri del nemico erano di gran lunga superiori.
Sul piano militare il 13 giugno i russi si trovavano di nuovo sulla loro linea di partenza. Ritenendo che gli ottomani fossero sempre in condizioni di inferiorità, Judenič decise per una nuova offensiva, assegnata al IV Corpo del Caucaso, che era stato appena formato.
L'offensiva estiva si iniziò il 19 giugno, questa volta nella regione a nord-est del lago di Van, dove i russi, comandati da Oganovski, attaccarono sulle alture ad ovest di Malazgirt. I russi avevano sottostimato le forze militari turche nella zona, in grado di lanciare una massiccia controffensiva.
Le unità russe mossero da Malazgirt verso Muş, però non erano a conoscenza del fatto che anche il IX Corpo turco, affiancato dalla 17ª e dalla 18ª divisione stava muovendo verso il settore di Muş.
Sebbene dovessero affrontare condizioni estremamente difficili, i turchi stavano portando a termine un'operazione di riorganizzazione molto efficiente: furono create due Forze di Spedizione, la 1ª e la 5ª, che furono schierate a sud delle posizioni degli attaccanti russi, inoltre fu organizzato il "Gruppo dell'Ala Destra" posto sotto il comando del brigadier generale Abdülkerim Pascià. Questo Gruppo era indipendente dalla Terza Armata e Abdülkerim Pascià riportava direttamente ad Ismail Enver. Il nuovo schieramento dei turchi consentiva loro di affrontare gli attacchi dei russi e reagire con maggiore prontezza.

#### Il granduca Nikolaj

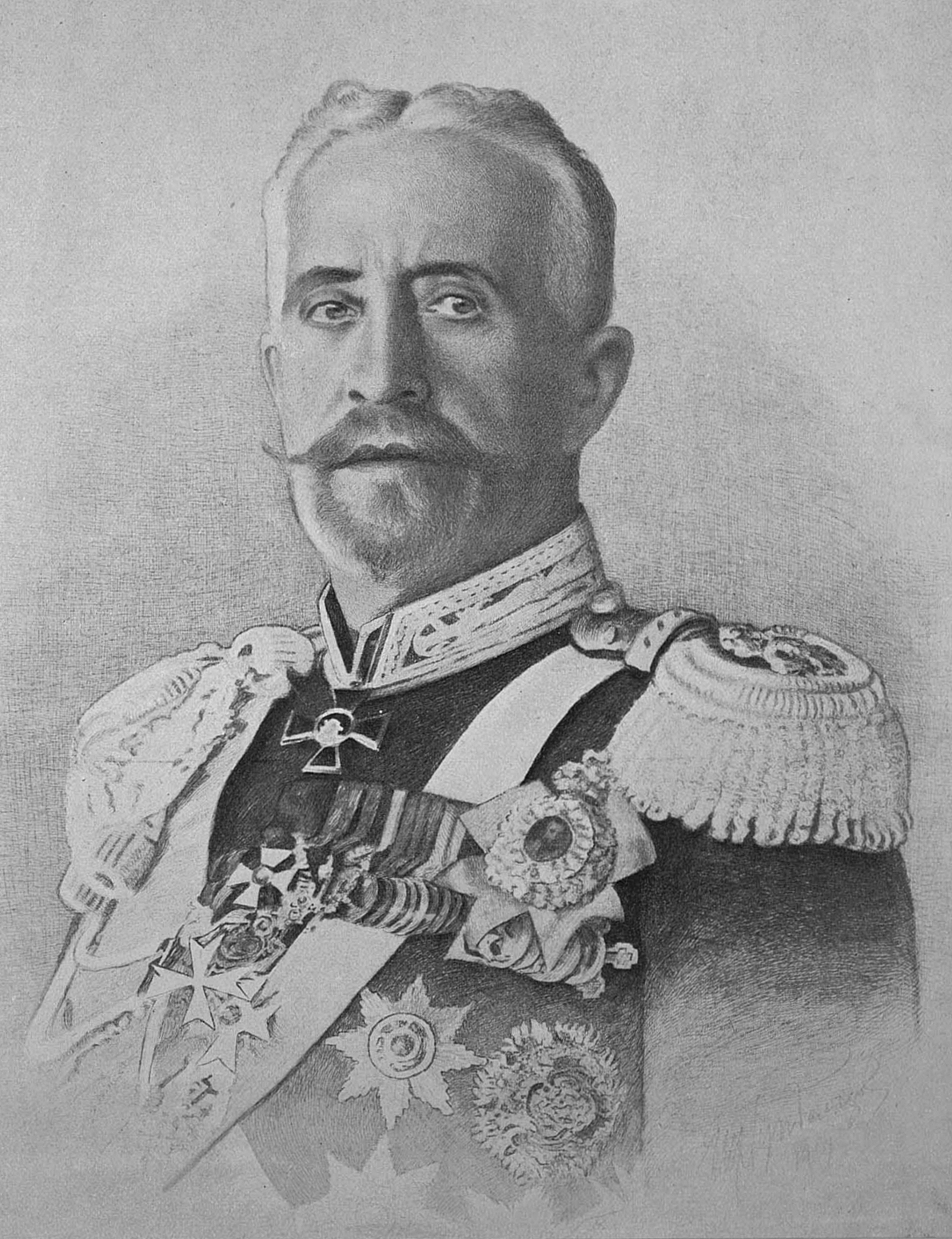
Il nuovo comandante russo, il granduca Nikolaj Romanov

Il 24 settembre il granduca Nikolaj Romanov assunse il ruolo di comandante in capo di tutte le forze russe nel Caucaso in sostituzione del generale Voroncov-Daškov; in realtà il granduca era stato appena rimosso dall'incarico di comandante supremo di tutte le forze armate russe e assegnato a questo "fronte secondario". Sul campo il ruolo di comandante dell'Armata del Caucaso rimaneva sempre al generale Judenič. Il fronte rimase tranquillo da ottobre fino alla fine dell'anno. Judenič impiegò questo tempo per rioganizzare le forze russe: all'inizio del 1916 l'Armata del Caucaso contava circa 200 000 effettivi e 380 pezzi di artiglieria.
Nel campo avversario la situazione era molto differente, dato che lo Stato Maggiore ottomano non era riuscito a compensare le perdite subite nel corso dell'anno, mentre la campagna di Gallipoli assorbiva gran parte delle risorse e dei rinforzi.
I tre corpi della Terza Armata Ottomana, il IX, il X e l'XI, non ricevettero rinforzi, mentre le due forze di spedizione, la 1ª e la 5ª, furono ridispiegate sul fronte della Mesopotamia. Il ministro Enver, dopo non essere riuscito l'anno precedente ad ottenere i risultati sperati con l'offensiva invernale, considerando più a rischio gli altri fronti aveva deciso che il Caucaso era un settore di importanza secondaria.
All'inizio del 1916 gli ottomani potevano contare su 126 000 uomini, ma i combattenti effettivi erano solo 50 000; gli armamenti ammontavano a 74 057 fucili, 77 mitragliatrici e 180 pezzi di artiglieria. Pertanto la forza ottomana era grande solo sulla carta non sul terreno e l'alto comando dava erroneamente per scontato che i russi non avrebbero attaccato ancora.

### 1916

#### La grande offensiva invernale

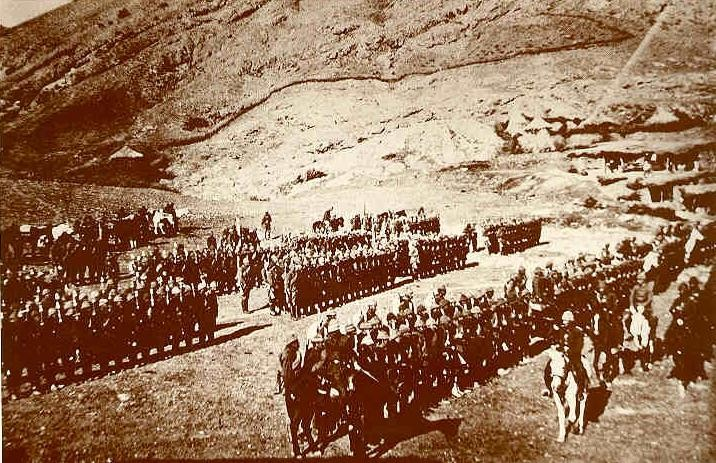
Le truppe di Mustafa Kemal a Bitlis

All'inizio di gennaio del nuovo anno le truppe comandate dal generale Judenič lasciarono a sorpresa i loro quartieri invernali per muovere verso la fortezza ottomana di Erzurum. Furono assegnati all'offensiva il I Corpo del Caucaso ed il II Corpo del Turkistan, che si sarebbero mossi sull'asse Kars-Erzurum, proprio dove le difese ottomane dovevano essere più forti. La Terza Armata ottomana era sempre composta da tre Corpi (il IX, il X e l'XI) a ranghi ridotti, pertanto era in forte svantaggio numerico rispetto ai russi.
L'inverno non è la stagione adatta per una campagna militare nella regione del Caucaso: l'anno precedente le temperature, le condizioni atmosferiche e lo stato delle vie di comunicazione contribuirono al disastro che annientò la Terza Armata guidata da Ismail Enver. Lanciando a sua volta un'offensiva invernale, Judenič riteneva di poter cogliere impreparate le difese ottomane. L'effetto sorpresa consentì infatti ai russi durante la battaglia di Köprüköy (10-18 gennaio 1916) di distruggere una divisione ottomana che si trovava nei suoi quartieri invernali. Inoltre le perdite complessive subite dagli ottomani avevano ridotto gli effettivi della Terza Armata in quel settore del fronte a soli 50 000 uomini.
Dopo una settimana di combattimenti gli ottomani si ritirarono verso la fortezza di Erzurum, ritenuta inespugnabile, la seconda fortezza in ordine di importanza nell'impero ottomano dopo quella di Adrianopoli. Sulla base anche di questo erroneo convincimento l'alto comando ottomano non mandò i rinforzi attesi in supporto della Terza Armata, già decimata dalla battaglia di Koprukoy. L'11 febbraio i russi attaccarono le linee ottomane a difesa di Erzurum, impiegando 250 pezzi di artiglieria per costringere alla resa la fortezza.
Il 16 febbraio Mahmut Kamil diede ordine ai reparti della Terza Armata di ritirarsi da Erzurum, visto il vantaggio numerico (3 a 1) che le forze di Judenič avevano rispetto agli ottomani. L'assalto ad Erzurum, che era stata sede del quartier generale della terza Armata, era costato agli ottomani la perdita di 25 000 soldati, 327 pezzi di artiglieria e rifornimenti in gran quantità.

#### Kemal sul Caucaso
Vista la situazione sul campo quasi totalmente compromessa, l'alto comando ottomano cominciò a rendersi conto del pericolo di una sconfitta totale nel settore del Caucaso e decise pertanto a marzo di schierare la Seconda Armata sul fianco destro - ossia a sud - della Terza Armata. A capo della nuova armata era posto Ahmet İzzet Pascià. La Seconda Armata era formata da 4 corpi: il II Corpo, il III Corpo, il IV Corpo ed il XVI Corpo, quest'ultimo sotto il comando del brillante generale Mustafa Kemal Pascià.
Ad aprile l'Armata del Caucaso proseguiva l'offensiva, puntando da Erzurum in due direzioni: più a nord sul settore del mar Nero, i russi conquistavano la città di Trebisonda il 16 aprile, mentre altre unità avanzavano a sud verso Muş e Bitlis.
L'antica Trebisonda, Trabzon per i turchi, era l'unico grande porto a disposizione degli ottomani, che si ritrovavano pertanto in condizioni di grave svantaggio, non potendo contare su una rete efficiente di comunicazioni stradali e ferroviarie. L'unica buona notizia per la Terza Armata era l'arrivo come rinforzo del V Corpo, formato da reparti di veterani che avevano combattuto nella vittoriosa campagna di Gallipoli contro gli alleati occidentali.
L'offensiva russa a sud costrinse la Seconda Armata a ripiegare verso l'interno dell'Anatolia, mentre i russi conquistavano dopo due battaglie sia Muş sia Bitlis (2 marzo - 24 agosto). Bitlis era l'ultima piazzaforte ottomana che potesse impedire ai russi di invadere l'Anatolia centrale e la Mesopotamia.
Nel settore nord Judenič, in risposta ai tentativi ottomani di riconquistare Trebisonda, supportato dai volontari armeni di Murad di Sebastia, ingaggiò il nemico nella battaglia di Erzincan (2-25 luglio), che portò alla conquista russa di quell'importante centro di comunicazione. Ad agosto il XVI Corpo di Kemal riconquistò Muş e Bitlis.
Ismail Enver assegnò alla Seconda Armata e ad al XVI Corpo di Mustafa Kemal il compito di organizzare le operazioni ottomane nella zona di Muş e Bitlis, appena conquistate dai russi. Ahmet İzzet Pascià lanciò la controffensiva sul settore meridionale il 2 agosto, e i combattimenti attorno al lago di Van proseguirono per il resto dell'estate. Kemal riuscì a riconquistare Muş e Bitlis il 15 agosto.
Essendo la Terza Armata a nord non più in grado di creare problemi, Judenič poté spostare uomini e risorse per contrastare la controffensiva di Ahmet İzzet.
La Seconda Armata, oltre a dover affrontare sul campo parte dell'Armata del Caucaso, comandata dal generale Tovmas Nazarbekian, ed i volontari armeni controllati da Andranik Ozanian, doveva confrontarsi anche con la ribellione della popolazione armena. Il successo iniziale di Kemal non portò a una vittoria decisiva; la Seconda Armata ebbe grandi difficoltà dal punto di vista logistico e per i rifornimenti. Il 26 settembre l'offensiva di Ahmet İzzet era conclusa, Muş e Bitli erano state riconquistate dai russi e gli ottomani avevano perso circa 30 000 soldati fra morti e feriti, a fronte di un'avanzata ridotta sul campo.
L'offensiva della Seconda Armata non aveva ottenuto i risultati attesi: i russi avevano preso le opportune contromisure rafforzando le proprie linee, ed entro la metà di agosto erano in grado di rispondere con una controffensiva.
Dal punto di vista strategico la marina russa continuava a dominare sul mar Nero. Gli ottomani impiegarono il resto dell'anno 1916 per portare a termine le necessarie modifiche alla struttura operativa ed organizzativa sul fronte del Caucaso, mentre, per loro fortuna, i russi rimasero inattivi per tutto il periodo. L'inverno 1916-17 fu molto duro, fatto che rese i combattimenti impossibili.

### 1917

#### Cambiamenti in Russia
La situazione militare non cambiò durante la primavera del 1917, ma i piani russi per una nuova offensiva non furono messi in pratica. La Russia infatti si trovava coinvolta in una grave agitazione politica e sociale che influenzava anche i ranghi dell'esercito. In seguito alla rivoluzione del febbraio 1917, si fermarono le operazioni militari russe e le unità militari iniziarono a ritirarsi dalle posizioni sul fronte.
Il malcontento provocato dalla guerra era diffuso sia nel popolo russo sia fra i soldati; l'esercito russo iniziò lentamente a disintegrarsi fino al punto che alla fine del 1917 non c'era più alcuna forza militare russa nel Caucaso. Gli ottomani non erano in grado di approfittare della situazione, vista il pessimo stato delle loro unità. Enver spostò 5 divisioni da questo settore verso la Palestina e la Mesopotamia per contrastare la pressione dei britannici.
Il 9 marzo 1917, secondo le direttive del Governo Provvisorio,
l'amministrazione civile russa del Caucaso venne trasformata con la fondazione del Comitato speciale per la Transcaucasia, presieduto dal membro della Duma di Stato Vasilij Akimovič Charlamov che sostituiva il viceré nominato dallo zar, il granduca Nikolaj il giovane. Il nuovo governo inoltre decise il trasferimento nell'Asia Centrale del generale Judenič, che un mese dopo rassegnò le dimissioni dall'esercito.

#### Sviluppi in Transcaucasia
Durante l'estate l'Amministrazione per l'Armenia occidentale riteneva indispensabile una conferenza che decidesse misure di emergenza e adottasse un piano per formare entro il mese di dicembre una milizia di 25 000 uomini sotto il comando di Andranik.
La divisione armena di Andranik era formata da 3 brigate: la I era formata dai reggimenti di Erzincan e di Erzurum, la II era composta dai reggimenti di Khnus e di Alashkert, la III brigata comprendeva il reggimento di Van ed il reggimento a cavallo di Zeytoun. Il commissario civile Hakob Zavriev promosse Adrianik a maggiore generale.
Nel novembre 1917 fu creato a Tbilisi il primo governo della Transcaucasia indipendente, quando il Commissariato Transcaucasico o Sejm della Transcaucasia prima affiancò e poi sostituì il Comitato speciale per la Transcaucasia, in seguito alla presa del potere dei bolscevichi a San Pietroburgo. Il Commissariato era guidato dal menscevico georgiano Nikolaj Semënovič Čcheidze.
Nello stesso periodo a Erevan i leader dell'Armenia Orientale costituivano il Corpo dell'esercito armeno, al cui comando veniva posto il generale Nazarbekov.
Il Corpo armeno era suddiviso in due divisioni:
- la prima divisione, comandata dal generale Christophor Araratov e formata da:
  - I reggimento (Erzurum ed Erzincan)
  - II reggimento (Khnus)
  - III reggimento (Erevan)
  - IV reggimento (Erzincan ed Erevan)
- la seconda divisione, comandata dal colonnello Movses Silikyan e formata da:
  - V reggimento (Van)
  - VI reggimento (Erevan)
  - VII reggimento (Alexandropol)
  - VIII reggimento (Alexandropol)

Il capo di stato maggiore del Corpo armeno era il generale Vickinski; ognuna delle due divisioni era suddivisa in quattro reggimenti, oltre ai reggimenti di truppe regolari vi era un reggimento di deposito. La forza totale del Corpo armeno era di 32 000 uomini. A parte le truppe regolari, erano stati armati anche i civili in grado di combattere: fu formata una milizia di civili che comprendeva fra 40 000 e 50 000 uomini. L'armamento delle truppe proveniva dall'arsenale russo; un certo numero di ausiliari, addetti ai servizi medici e di supporto e le unità di guarnigione completavano la struttura di questa nuova forza armata.
Il 5 dicembre 1917 ottomani e russi firmarono l'armistizio di Erzincan (l'accordo di cessate il fuoco di Erzincan), che segnò la fine del conflitto fra la Russia e l'Impero ottomano.
Tra la data dell'armistizio ed il 7 febbraio 1918 i reggimenti del Corpo armeno furono rapidamente ridispiegati sul fronte.
Questa mobilitazione creò una sorta di grande stupore fra i soldati russi che abbandonavano la prima linea per fare ritorno a casa, visto che i loro ex compagni d'arme invece si stavano muovendo verso la linea del fronte.

### 1918

#### La riconquista ottomana
Il 1º gennaio 1918 gli unionisti turchi Ittihad si mossero per ottenere l'amicizia dei bolscevichi. Nel momento in cui l'armata russa era scomparsa, i vasti territori del sud della Russia erano rimasti senza protezione militare. Nel territorio armeno le divisioni di Nazarbekian entro la fine di gennaio erano andate ad occupare i principali nodi strategici fra Erevan, Van ed Erzincan.
Vehib Pascià si confrontava con il Congresso degli Armeni Orientali. In febbraio Tovmas Nazarbekian era il comandante del fronte del Caucaso mentre Andranik Toros Ozanian prese il comando delle forze armene all'interno dell'Impero ottomano.
Nonostante la mobilitazione, le forze armene nel Caucaso ammontavano a poche migliaia di uomini e circa 200 ufficiali. L'offensiva della Terza Armata guidata da Vehib Pascià cominciò il 5 febbraio 1918, le forze ottomane avanzarono verso est attraverso il fronte fra Tirebolu e Bitlis. I territori che erano stati persi contro i russi furono ripresi agli armeni.
Numerose città furono liberate in pochi giorni: Kelkit (7 febbraio), Erzincan (13 febbraio), Bayburt (19 febbraio) e Tercan (22 febbraio). Il fondamentale snodo strategico di Trebisonda sul mar Nero fu ripreso il 25 febbraio, consentendo così di far arrivare rapidamente altri rinforzi via mare. Gli armeni provarono a resistere per tenere la città di Erzurum, ma il I Corpo Turco del Caucaso la conquistò il 12 marzo. Malazgirt, Hınıs, Oltu, Köprüköy e Tortum caddero nelle mani dei turchi entro le due settimane seguenti.

#### Il trattato di Brest-Litovsk
Il 3 marzo il gran visir Mehmed Talat Pascià firmò con la nuova repubblica sovietica russa il trattato di Brest-Litovsk, con il quale la Russia bolscevica cedeva agli ottomani anche ex territori russi comprendenti le città di Batumi, Kars e Ardahan, vale a dire i territori che erano stati annessi alla Russia dopo la guerra russo-turca del 1877-78. Il trattato inoltre prevedeva l'istituzione dello stato indipendente della Transcaucasia e, come clausola segreta, l'obbligo per i russi di smobilitare le forze militari armene.
Il 14 marzo 1918 cominciò la conferenza di pace di Trebisonda, alla quale parteciparono inviati dell'Impero Ottomano e una delegazione della dieta della Transcaucasia (Sejm della Transcaucasia). Enver Pascià offrì la rinuncia ottomana a tutte le pretese nel Caucaso in cambio del riconoscimento della riacquisizione delle province dell'Anatolia Orientale, come previsto dal Trattato di Brest-Litovsk.
Il 5 aprile 1918 il capo della delegazione della Transcaucasia Akaki Chkhenkeli accettò il trattato di Brest-Litovsk come base per i negoziati ed informò le autorità governative sulla necessità di accettare tale posizione.
Il sentimento prevalente a Tbilisi era ben diverso, visto che i georgiani si consideravano in stato di guerra con l'Impero Ottomano.
L'11 maggio si iniziò una nuova conferenza di pace a Batumi; durante la conferenza gli ottomani allargarono le loro richieste, che includevano adesso anche Tbilisi, Alessandropoli ed Echmiadzin, in previsione della costruzione di una linea ferroviaria fra Kars e Julfa verso Baku.
I membri georgiani ed armeni della delegazione della Transcaucasia iniziarono a temporeggiare, ma il 21 maggio l'armata ottomana si rimise in movimento. Il conflitto riprese e furono combattute tre nuove battaglie: la battaglia di Sardarapat (21-29 maggio), la battaglia di Kara Killisse (24-28 maggio) e la battaglia di Bash Abaran (21-24 maggio).
La conferenza di pace fra ottomani e i governi della Transcaucasia con la mediazione tedesca si chiudeva senza risultati il 24 maggio.
Sebbene gli armeni fossero riusciti a sconfiggere il nemico nella battaglia di Sardarapat, gli ottomani vinsero nella seguente battaglia e dispersero l'armata armena.
Il 26 maggio la Georgia abbandonava la federazione della Transcaucasia e proclamava una repubblica indipendente, secondo le direttive della missione tedesca guidata da Friedrich Freiherr Kress von Kressenstein e Friedrich-Werner Graf von der Schulenburg. Alla proclamazione della Repubblica Democratica di Georgia seguì la firma del trattato di Poti il 28 maggio. Dichiararono la propria indipendenza anche la Repubblica Democratica dell'Azerbaigian e la Prima Repubblica di Armenia, costretta a firmare il trattato di Batumi il 4 giugno.

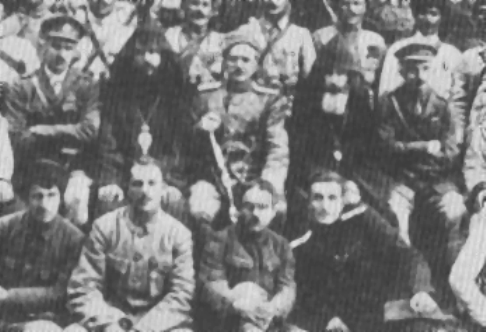
Il generale Andranik riuscì a far fuggire la popolazione armena di Van dall'Impero Ottomano verso l'Armenia Orientale. Le sue truppe combatterono fra le montagne del Karabakh e Zangezur, dove era stata fondata la Repubblica dell'Armenia montanara.

Nonostante la firma del trattato di Batumi non tutti gli armeni si rassegnarono alle annessioni dei turchi: nella regione del Karabakh gli armeni comandati da Andranik Ozanian resistettero alla Terza Armata durante l'estate del 1918 e fondarono la Repubblica dell'Armenia montanara.

#### Lo scontro con i tedeschi
A giugno l'arrivo di truppe tedesche in Georgia diede il via a una crescente rivalità fra ottomani e tedeschi per la corsa alle risorse della regione, in modo particolare i pozzi di petrolio di Baku.
Fin dall'inizio di giugno, l'armata ottomana comandata da Vehip Pasha aveva rinnovato la sua offensiva lungo la strada principale per Tbilisi, confrontandosi con una forza congiunta tedesco-georgiana. Il 10 giugno la Terza Armata aveva attaccato e preso molti prigionieri, provocando l'immediata reazione del governo tedesco che aveva minacciato di ritirare le proprie truppe ed il proprio supporto agli ottomani. Il governo ottomano fu costretto a cedere alle pressioni dei tedeschi e decise di sospendere l'avanzata in Georgia, riorientando la propria offensiva militare verso l'Azerbaigian e l'Iran.
La missione militare tedesca partì per Constanţa, portando con sé una delegazione georgiana composta da Chkhenkeli, Zurab Avalishvili e Niko Nikoladze, che erano stati incaricati dal governo della Georgia di portare avanti i negoziati per un trattato conclusivo da firmarsi a Berlino. La disfatta militare subita dai tedeschi nel novembre 1918 rese comunque inutili questi negoziati.

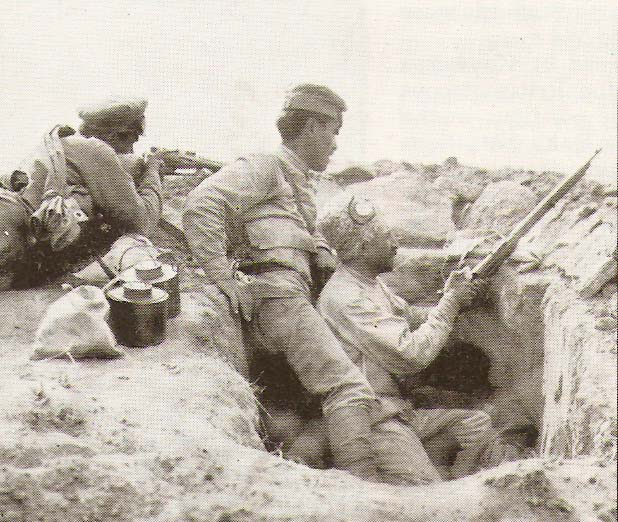
Difensori armeni durante la battaglia di Baku

La visione strategica di Enver Pascià si fece molto più ambiziosa e l'obiettivo non era la semplice riconquista dei territori persi 40 anni prima. A marzo Enver aveva ordinato la creazione di una nuova forza militare, chiamata l'Esercito islamico del Caucaso. In realtà questa forza non aveva neanche la dimensione di un Corpo, comprendendo fra 14 000 e 25 000 uomini, tutti musulmani e di lingua turca.

#### La fine della campagna
Nel mese di luglio Enver ordinò all'Armata dell'Islam di muovere verso le regioni controllate dalla Dittatura Centrocaspiana, con l'obiettivo di prendere Baku sul mar Caspio. Questa nuova offensiva era contrastata dai tedeschi, in quanto tutta la Russia meridionale era considerata dalla Germania zona di conquista esclusiva. L'Armata dell'Islam marciò verso la Repubblica Democratica dell'Azerbaigian e quindi su Baku. Nel settembre del 1918, dopo una vittoriosa battaglia l'Armata obbligò la Dunsterforce britannica ad abbandonare la città.
In ottobre il nuovo obiettivo delle truppe ottomane era il generale armeno Andranik, che aveva stabilito la sua area di resistenza fra le montagne del Karabakh e Zangzeur. Un distaccamento di 5000 soldati della Terza Armata ingaggiò in combattimento le milizie di Andranik a Shishi.
Lo scontro fu duro, però non risultò decisivo. La milizia armena di Andranik riuscì a decimare un'unità ottomana che stava provando ad avanzare verso il fiume Varanda. Il conflitto fra armeni e ottomani proseguì fino all'armistizio di Mudros del 30 ottobre 1918, la fine ufficiale della campagna del Caucaso.
Dopo l'armistizio le forze ottomane iniziarono a ripiegare mentre gli armeni di Andranik misero sotto controllo la regione del Nagorno Karabakh. L'armistizio inoltre diede al generale Andranik la possibilità di stabilire una base per una successiva espansione verso oriente e di creare un corridoio in direzione di Nakhichevan.
L'impero ottomano arrivava alla fine della prima guerra mondiale dopo aver perso la campagna di Persia, la campagna del Sinai e della Palestina e la campagna di Mesopotamia, tuttavia sul Caucaso aveva ottenuto un grande successo, riconquistando dalla Russia tutti i territori che aveva perso nell'Anatolia Orientale.

## Conseguenze

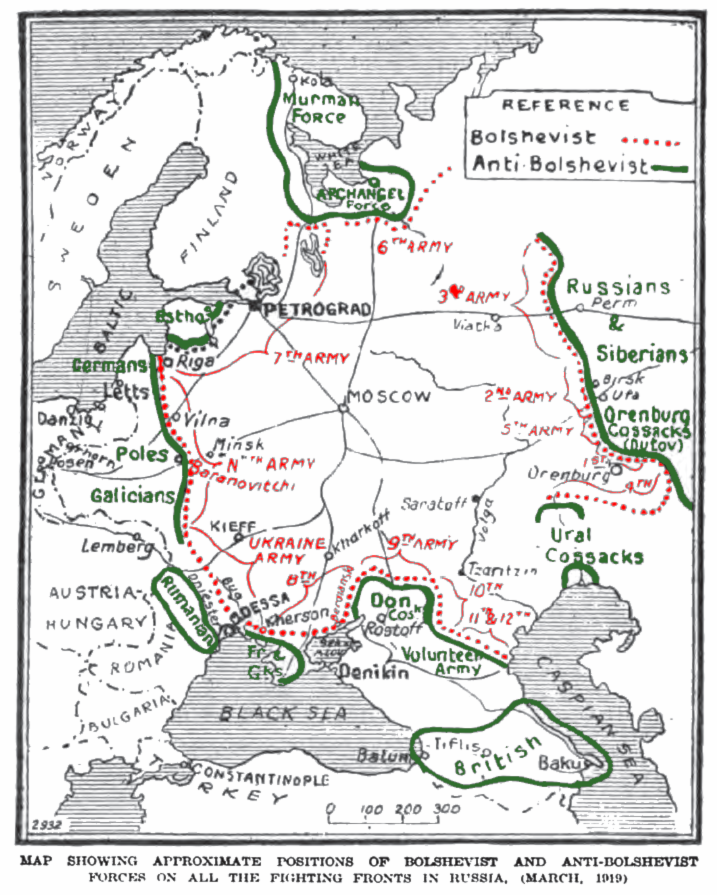
Posizione delle forze bolsceviche e antibolsceviche dopo l'armistizio. La regione del Caucaso è assegnata alla Dunsterforce britannica

L'Impero Ottomano era stato sconfitto dagli alleati, però i nuovi confini sul Caucaso non erano stati stabiliti. Due anni dopo l'armistizio, il 10 agosto 1920 fu firmato a Sèvres il trattato di pace fra Alleati, Potenze Associate ed Impero Ottomano.

### Dispute territoriali
L'armistizio non portò un'immediata pace nel Caucaso: subito dopo la fine del conflitto principale cominciò la guerra georgiano-armena del 1918, un'altra guerra coinvolse Armenia e Azerbaigian, mentre sull'altro fronte era in corso la guerra d'indipendenza turca, condotta dal Movimento Nazionale Turco guidato da Mustafa Kemal.
Al termine della guerra con gli armeni (24 settembre - 2 dicembre 1920), il trattato di Alessandropoli consentì ai turchi di acquisire gran parte dei territori armeni a cui avevano rinunciato col trattato di Sèvres.

### Sovietizzazione del Caucaso

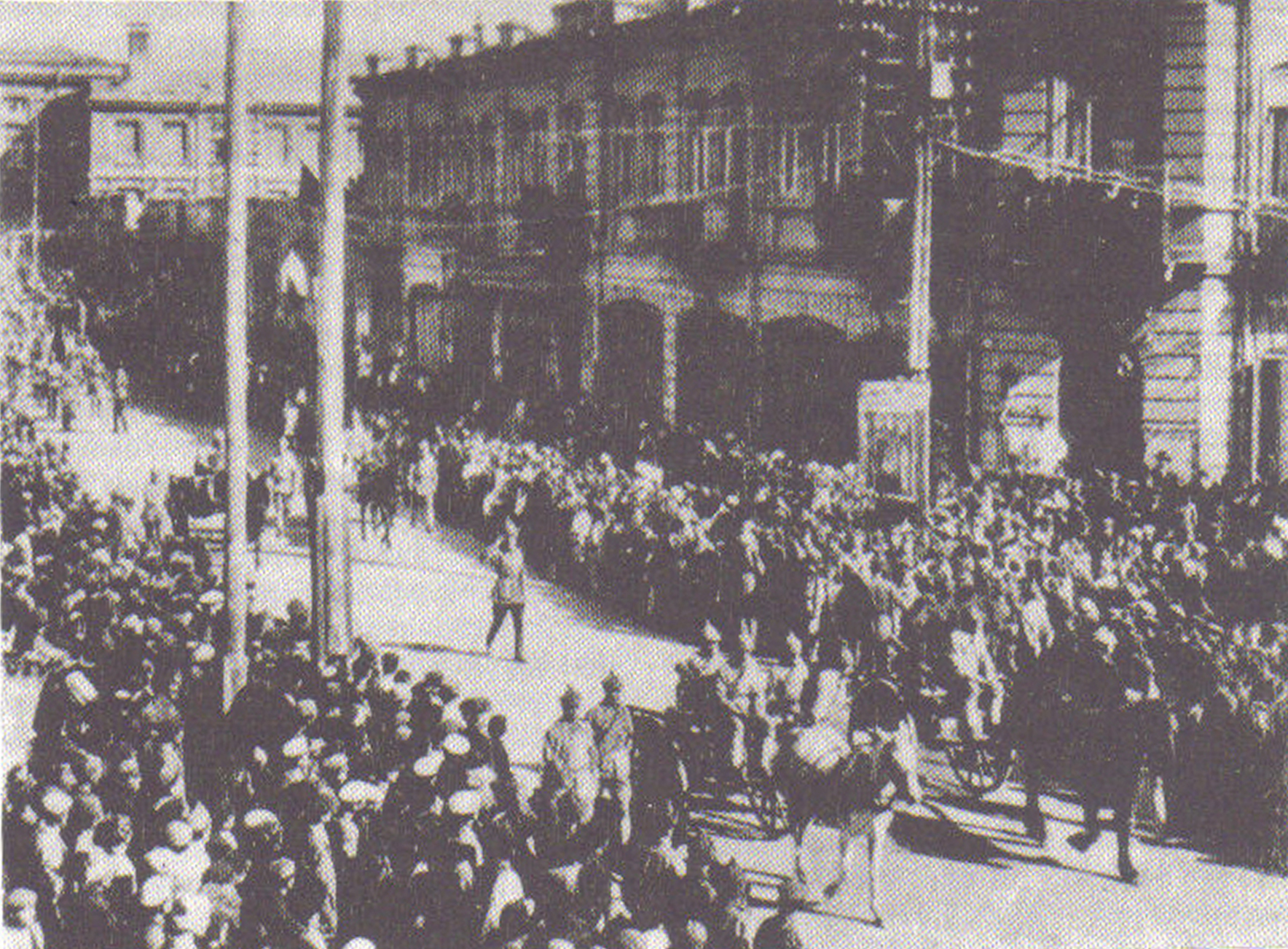
La XI Armata Rossa entra a Erevan nel 1920.

Il 27 aprile 1920 il governo della Repubblica Democratica dell'Azerbaigian fu informato che forze sovietiche, dopo aver sconfitto le truppe bianche di Anton Ivanovič Denikin, stavano per attraversare il confine settentrionale ed invadere il paese. Ad ovest gli armeni stavano ancora occupando ampie zone dell'Azerbaigian, mentre ad est i comunisti azeri erano in rivolta contro il governo.
La Repubblica Azera si arrese ai sovietici, però molti ufficiali e truppe della milizia azera provarono a resistere all'avanzata delle forze sovietiche, e ci volle tempo prima che i sovietici stabilizzassero la nuova Repubblica Socialista Sovietica Azera.
Il governo della Prima Repubblica di Armenia si arrese ai sovietici il 4 dicembre 1920. Il 5 dicembre il Comitato Rivoluzionario Armeno (Revkom), formato in larga parte di armeni provenienti dalla repubblica sovietica azera, entrò nella capitale Erevan. Il 6 dicembre anche la polizia segreta di Feliks Ėdmundovič Dzeržinskij, la Čeka, si installò in città chiudendo ufficialmente la storia della Prima Repubblica di Armenia. Fu proclamata Repubblica Socialista Sovietica Armena, guidata da Aleksandr Miasnikyan.
Il 25 febbraio 1921, a pochi giorni dall'inizio dell'invasione del paese, le truppe sovietiche entravano a Tbilisi, capitale della Georgia. Il 23 ottobre, con la firma del trattato di Kars che faceva seguito al precedente trattato di Mosca del marzo 1921, cessavano le ostilità.
Il trattato di Kars, ratificato a Erevan l'11 settembre 1922, era un trattato fra la Grande Assemblea Nazionale della Turchia - che avrebbe proclamato la repubblica di Turchia nel 1923 - ed i rappresentanti della Russia bolscevica, dell'Armenia sovietica, dell'Azerbaigian sovietico e della Georgia sovietica. Tutte le 4 repubbliche sovietiche erano entrate a far parte dell'Unione Sovietica con la firma del trattato di unione del 21 dicembre 1921.

## Cronologia
| Data               | Evento                                                          | Note                                                            |
| ------------------ | --------------------------------------------------------------- | --------------------------------------------------------------- |
| 1914               |                                                                 |                                                                 |
| 2 novembre         | Dichiarazione di guerra                                         | Russia e Impero ottomano ufficialmente in guerra                |
| 22 dicembre        | Comincia l'offensiva di Enver                                   | Il ministro Enver al comando della Terza Armata                 |
| 1915               |                                                                 |                                                                 |
| 17 gennaio         | Finisce la battaglia di Sarıkamış                               | La disfatta della Terza Armata                                  |
| 12 febbraio        | Muore Hafız Hakkı Pascià                                        |                                                                 |
| 20 aprile          | Resistenza di Van                                               | Gli armeni-ottomani in rivolta                                  |
| 11 maggio          | Conquista di Malazgirt                                          |                                                                 |
| 17 maggio          | Conquista di Van                                                |                                                                 |
| 24 settembre       | Il granduca Nikolaj comandante in capo                          | sostituisce il conte Voroncov-Daškov                            |
| 1916               |                                                                 |                                                                 |
| gennaio            | Battaglia di Köprüköy                                           |                                                                 |
| marzo              | Schieramento della Seconda Armata                               | Mustafa Kemal nel Caucaso                                       |
| marzo-agosto       | Battaglia di Bitlis                                             |                                                                 |
| luglio             | Battaglia di Erzincan                                           |                                                                 |
| 1917               |                                                                 |                                                                 |
| febbraio-marzo     | Rivoluzione in Russia                                           | La caduta dello zar                                             |
| 9 marzo            | Vasilij Akimovič Charlamov comandante in capo del Caucaso russo | sostituisce il granduca Nikolaj                                 |
| marzo              | Il generale Judenič è allontanato dal comando                   |                                                                 |
| ottobre-novembre   | La Rivoluzione d'ottobre                                        | I bolscevichi al potere                                         |
| 5 dicembre         | Armistizio di Erzincan                                          | fra sovietici e ottomani                                        |
| 1918               |                                                                 |                                                                 |
| 25 febbraio        | Gli ottomani riconquistano Trebisonda                           |                                                                 |
| 3 marzo            | Trattato di Brest-Litovsk                                       | firmato da Russia ed Impero Ottomano                            |
| 28 maggio          | Trattato di Poti                                                | firmato da Repubblica Democratica di Georgia ed Impero Ottomano |
| 4 giugno           | Trattato di Batumi                                              | firmato da Prima Repubblica di Armenia ed Impero Ottomano       |
| agosto-settembre   | Battaglia di Baku                                               |                                                                 |
| 30 ottobre         | Armistizio di Mudros                                            | finisce la Campagna                                             |
| Dopo gli armistizi |                                                                 |                                                                 |
| 10 agosto 1920     | Trattato di Sèvres                                              | firmato dagli alleati e dall'Impero Ottomano                    |